# Кастро (Тасос)
Вижте пояснителната страница за други значения на Кастро.
Кастро (на гръцки: Κάστρο, катаревуса Κάστρον) е село в Гърция, дем Тасос, административна област Източна Македония и Тракия.

## География
Селището е разположено на 520 m в центъра на острова, в югозападното подножие на планината Ипсарио.

## История
Църквата „Свети Атанасий“ е от 1804 година, разположеният в центъра на средновековния генуезки замък гробищен храм „Свети Илия“ е от 1862 година, разположената на 1,5 km южно от селото „Отдание на Успение Богородично“ е от 1867 година, а „Свети Евстратий“ на километър южно от селото – от 1892 година.
На север от Кастро в 1920 година е регистрирано селището Палео Кастро с 60 жители, което в 1928 година има 88 жители и по-късно не се споменава.
В 1928 година селото има 937 жители, от които 2 души бежанци. След Втората световна война населението масово се изселва в крайбрежните селища, като Каливия.
Според преброяването от 2001 година има 21 жители.
Кастро
| Година    | 1913 | 1920 | 1928 | 1940 | 1951 | 1961 | 1971 | 1981 | 1991 | 2001 | 2011 | 2021 |
| --------- | ---- | ---- | ---- | ---- | ---- | ---- | ---- | ---- | ---- | ---- | ---- | ---- |
| Население | 1136 | 1207 | 937  | 1132 | 0    | 25   | 20   | 17   | 55   | 21   | 9    | 77   |

Палео Кастро
| Година    | 1913 | 1920 | 1928 | 1940 | 1951 | 1961 | 1971 | 1981 | 1991 | 2001 | 2011 | 2021 |
| --------- | ---- | ---- | ---- | ---- | ---- | ---- | ---- | ---- | ---- | ---- | ---- | ---- |
| Население |      | 60   | 88   |      |      |      |      |      |      |      |      |      |